# Samlesæt Vol. 1 - bedste sange 2000-2010
Samlesæt Vol. 1 - bedste sange 2000-2010 er det første opsamlingsalbum fra den danske sanger Rasmus Nøhr. Albummet blev udgivet d. 3. oktober 2011 og indeholder sange fra Nøhrs første fire albums;  Rasmus Nøhr (2004), Lykkelig smutning (2006), I stedet for en tatovering (2008) og Fra kæreste til grin, (2010).
Musiksiden Lydtapet.net gav albummet fire ud af seks point. Albummet toppede Hitlistens Album Top-40 som #5, og det blev certificeret platin i maj 2016.

## Spor
1. "Lige Nu Lige Her"
2. "Sommer i Europa"
3. "Fra Kæreste til Grin"
4. "Sød Musik"
5. "Kysse Under Stjernerne"
6. "Lykkelig Smutning"
7. "På Grænsen til Intet (Kingsman, Arizona)"
8. "Regnvejr"
9. "Tættest På"
10. "Det Glade Pizzabud"
11. "Alderspræsident"
12. "Ibens Klit"
13. "Café Dansegulvet"
14. "Dragen På Din Ryg"
15. "Vintertræk"
16. "Maria fra Amerika"
17. "Øl På Bryggen"
18. "Sjælland"
19. "Avra for Laura"
20. "Den Generte Dreng"
21. "Verden er Imod Os"